# En ryss i New York
En ryss i New York (originaltitel: Moscow on the Hudson) är en amerikansk film från 1984 i regi av Paul Mazursky. Robin Williams gör en ganska lågmäld tolkning av en sorgsen saxofonist anställd på en cirkus, han är inte lika högljudd som i andra filmer. Ovanligt för en amerikansk film så talar ryssarna i Moskva faktiskt ryska med varandra, och Robin Williams själv talar ryska. 
Den ger även en trovärdig bild av hur livet kunde vara i Moskva i början av 1980-talet.

## Handling
Moskva under kalla kriget. En cirkus skall få uppträda i New York. En cirkusmusiker Vladimir Ivanov (Williams) och en clown Volodja (Baskin) drömmer om friheten och ett annat liv långt bort från de långa köerna till nödvädigheter och förtrycket i det snöiga Moskva. En av dem hoppar av (begär asyl) under ett besök på varuhuset Bloomingdales. Han får bo hos en av varuhusets vakter Lionel (Derricks) och blir ihop med en av dess expediter (Alonso). 
Men livet i det nya landet är inte alltid så lätt trots friheten, och längtan efter familjen i Moskva blir ibland svår. Men till slut lär han sig leva med sin längtan, och han lyckas även lära sina nya vänner en hel del. Han lär sig älska sitt nya underbara och märkliga land.